# Ronny Martens
Ronny Martens (ur. 22 grudnia 1958) – belgijski piłkarz występujący na pozycji napastnika.

## Kariera klubowa
Martens zawodową karierę rozpoczynał w 1979 roku w klubie RSC Anderlecht. W 1981 roku został graczem zespołu KSK Beveren. W 1983 roku zdobył z nim Puchar Belgii. W 1984 roku zdobył z Beveren mistrzostwo Belgii oraz Superpuchar Belgii. W tym samym roku odszedł do KAA Gent. W 1985 roku został królem strzelców ligi belgijskiej. Latem tego samego roku przeniósł się do KV Mechelen, z którym w 1987 roku zwyciężył w rozgrywkach Pucharu Belgii. Potem powrócił do KAA Gent. Był jeszcze graczem klubów RWD Molenbeek oraz K Boom FC, gdzie w 1990 roku zakończył karierę.

## Kariera reprezentacyjna
W 1980 roku Martens został powołany do kadry na mistrzostwa Europy. Nie rozegrał tam jednak żadnego spotkania, a Belgia zajęła 2. miejsce w turnieju. W drużynie narodowej Martens nie zagrał ani razu.